# Oakville (Connecticut)
Pour les articles homonymes, voir Oakville.
Oakville est une census-designated place et un quartier de la ville de Watertown située dans le comté de Litchfield au Connecticut (États-Unis). Lors du recensement de 2010, Oakville avait une population totale de 9 047 habitants.

## Géographie
Selon le Bureau du recensement des États-Unis, la superficie de la ville est de 8,3 km2, dont 8,2 km2 de terres et 0,1 km2 de plans d'eau (soit 0,94 %).

## Démographie
D'après le recensement de 2000, il y avait 8 618 habitants, 3 255 ménages, et 2 369 familles dans la ville. La densité de population était de 1 053,0 hab/km2. Il y avait 3 358 maisons avec une densité de 410,3 maisons/km2. La décomposition ethnique de la population était : 95,72 % blancs ; 1,17 % noirs ; 0,08 % amérindiens ; 1,13 % asiatiques ; 0,02 % natifs des îles du Pacifique ; 0,64 % des autres races ; 1,24 % de deux ou plus races. 2,82 % de la population était hispanique ou Latino de n'importe quelle race.
Il y avait 3 255 ménages, dont 33,7 % avaient des enfants de moins de 18 ans, 58,0 % étaient des couples mariés, 10,8 % avaient une femme qui était parent isolé, et 27,2 % étaient des ménages non-familiaux. 23,2 % des ménages étaient constitués de personnes seules et 10,0 % de personnes seules de 65 ans ou plus. Le ménage moyen comportait 2,64 personnes et la famille moyenne avait 3,13 personnes.
Dans la ville la pyramide des âges était 24,8 % en dessous de 18 ans, 6,8 % de 18 à 24, 31,6 % de 25 à 44, 23,0 % de 45 à 64, et 13,8 % qui avaient 65 ans ou plus. L'âge médian était 38 ans. Pour 100 femmes, il y avait 90,8 hommes. Pour 100 femmes de 18 ans ou plus, il y avait 90,9 hommes.
Le revenu médian par ménage de la ville était 48 395 dollars US, et le revenu médian par famille était $59 417. Les hommes avaient un revenu médian de $41 993 contre $29 055 pour les femmes. Le revenu par habitant de la ville était $20 763. 3,2 % des habitants et 1,6 % des familles vivaient sous le seuil de pauvreté. 1,0 % des personnes de moins de 18 ans et 5,7 % des personnes de plus de 65 ans vivaient sous le seuil de pauvreté.